# 이주연 (스피드스케이팅 선수)
이주연(1987년 10월 29일~)은 대한민국의 여자 스피드 스케이팅 선수이다. 종교는 불교다. 경희여고 재학 시절, 중장거리 국가대표로 선발되어 이탈리아 토리노에서 열린 2006년 동계 올림픽에 참가, 1000m·1500m 경기에 출전하였다. 2007년 3월 3000m 한국신기록을 수립하였고, 그 해 11월 이 종목에서 4분05초64로 다시 한국신기록을 수립하였다. 캐나다 밴쿠버에서 열린 2010년 동계 올림픽에 참가, 1500m·3000m·팀추월 경기에 출전하였다. 한체대를 거쳐 현재 소속팀은 동두천시청이며, 계속 국가대표 선수로 활동중이다.